# Thor-Ablestar

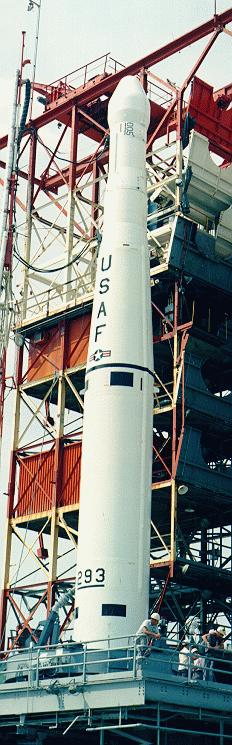
Um Thor-Ablestar sendo preparado para lançamento.

O Thor-Ablestar, ou Thor-Able-Star, também conhecido como Thor-Epsilon foi um dos primeiros veículo de lançamento descartável estadunidense que consistia em um míssil PGM-17 Thor, com um estágio superior Ablestar. Era um membro da família de foguetes Thor e era derivado do Thor-Able. 
O segundo estágio do Ablestar foi uma versão ampliada do Able, que deu ao Thor-Ablestar uma maior capacidade de carga em comparação com o Thor-Able. Ele também incorporou recursos de reinicialização, permitindo que uma trajetória de queima múltiplas seja feita, aumentando ainda mais a carga útil ou permitindo que o foguete alcance diferentes órbitas. Foi o primeiro foguete a ser desenvolvido com essa capacidade e o desenvolvimento do palco levou apenas oito meses.
Dezenove Thor-Ablestar foram lançados entre 1960-1965, dos quais quatro falharam, e um quinto resultou em uma falha parcial, já que apenas uma das duas cargas úteis se separou do estágio superior.
A primeira falha foi o lançamento do Courier 1A, um satélite de comunicação experimental, em 19 de agosto de 1960, quando o primeiro estágio foi desligado 30 segundos antes do planejado e foi destruído pelo oficial da Range Safety. Em 30 de novembro, outro lançamento envolvendo um satélite Transit falhou de maneira praticamente idêntica. Este episódio quase criou um incidente internacional quando partes do Thor aterrissaram em Cuba. O líder cubano Fidel Castro posteriormente vendeu o motor do Thor para os soviéticos e os chineses receberam seus vetores de empuxo, que acabaram se mostrando valiosos para o desenvolvimento de uma capacidade de míssil balístico. Para evitar que isso aconteça novamente, os futuros lançamentos de Thor Ablestar tiveram suas rotas de vôo modificadas para evitar a passagem sobre Cuba.
O lançamento de um satélite Transit em 22 de fevereiro de 1961 foi bem-sucedido, mas seu satélite companheiro Lofti não conseguiu se separar do segundo estágio.
Em 29 de junho de 1961, um Thor-Ablestar inseriu com sucesso um Transit-4A em órbita, mas duas horas depois o Ablestar explodiu por razões desconhecidas em centenas de pedaços, que permaneceram em órbita.
A terceira falha de lançamento ocorreu em 24 de janeiro de 1962, quando o segundo estágio produziu empuxo insuficiente para atingir a velocidade orbital de vários satélites acoplados. A quarta e última falha foi o lançamento de um satélite geodésico Anna em 10 de maio de 1962, quando o segundo estágio falhou completamente em acender.
Duas versões foram construídas; o Thor-Ablestar 1, com um DM-21 Thor e um motor de segundo estágio AJ-10-104, e o Thor-Ablestar 2, que tem um DSV-2A Thor de primeiro estágio e um motor AJ-10-104D aprimorado no segundo estágio. Lançamentos de Thor-Ablestar 1 ocorreram de LC-17 no Cabo Canaveral, e os foguetes Thor-Ablestar 2 foram lançados de LC-75-1 em Point Arguello, que desde então se tornou parte da Base da Força Aérea de Vandenberg e agora é designado SLC -2.